# Хайнрих фон Труендинген
Хайнрих фон Труендинген (на немски: Heinrich von Truhendingen; * ок. 1320; † между 1 януари и 18 септември 1380) е граф на Труендинген във Франкония.
Той е големият син на граф Конрад фон Труендинген (* пр. 1300; † 19 май (пр. 1328) 1332) и съпругата му София фон Хенеберг († сл. 1360), дъщеря на граф Хайнрих IV фон Хенеберг († 1317) и Кунигунда фон Вертхайм († 1331). Внук е на граф Фридрих VIII фон Труендинген († 15 април 1332) и Агнес фон Хоенцолерн († сл. 28 януари 1318).
Хайнрих фон Труендинген е брат на Фридрих († 1366), княжески епископ на Бамберг (1363 – 1366).

## Фамилия
Хайнрих фон Труендинген се жени пр. 16 май 1333	г. за Аделхайд фон Цигенхайн († 1388), дъщеря на граф Йохан I фон Цигенхайн-Нида, фогт на Фулда († 1359) и Лукард фон Цигенхайн-Нида († 1333). Те се развеждат пр. 1367 г. Аделхайд става абатиса на Кауфунген (1378 – 1384). Те имат един син:
- Йохан фон Труендинген (* пр. 1360; † 12 ноември 1399/22 февруари 1401), женен I. за неизвестна, II. пр. 6 декември 1379 г. за бургграфиня Анна фон Магдебург-Хардег († сл. 10 март 1396), дъщеря на бургграф Бурхард X фон Магдебург, граф на Хардег († сл. 1359)

Хайнрих фон Труендинген се жени втори път на 27 март 1367 г. за Доротея фон Гера († между 21 януари 1406 - 12 февруари 1411), дъщеря на Хайнрих V фон Гера, фогт фон Гера († 1377) и Мехтилд фон Кафернбург († 1375 или 1376). Те имат три сина:
- Хайнрих фон Труендинген († сл. 18 септември 1380)
- Освалд, граф фон Труендинген († сл. 1427), женен 1394 г. за Анна фон Ройс-Плауен († сл. 8 ноември 1429)
- Фридрих фон Труендинген († сл. 8 април 1376)

Доротея фон Гера се омъжва втори път пр. 20 декември 1387 г. за Хайнрих V фон Плауен-Ройс, господар на Ронебург († 1398).